# Archibald Kennedy (2e marquis d'Ailsa)
Archibald Kennedy, 2e marquis d'Ailsa, (25 août 1816 - 20 mars 1870) est un pair écossais.

## Biographie
Né au Château de Dunnottar, il est le fils aîné d’Archibald Kennedy, comte de Cassilis, lui-même le fils aîné d’Archibald Kennedy (1er marquis d'Ailsa), et de sa femme Eleanor, enfant unique d’Alexander Allerdice . Son père étant mort en 1832, il succède à son grand-père en 1846 . Il sert dans l'armée britannique en tant que lieutenant des 17e lanciers (duc de Cambridge) . Auparavant lieutenant-adjoint, il a été nommé Lord Lieutenant du Ayrshire en 1861, poste qu'il occupe jusqu'à sa mort, neuf ans plus tard.

## Famille
Le 10 novembre 1846, il épouse Julia Jephson, fille de Sir Richard Jephson, 1er baronnet, et ont trois fils et trois filles: 
- Archibald Kennedy (3e marquis d'Ailsa) (1847-1938)
- Julia Alice Kennedy (1849-1936)
- Evelyn Anne Kennedy (1851-1936)
- Alexander Kennedy (1853-1912)
- Constance Eleanor Kennedy (1855-1946)
- John Kennedy (1859-1895)